# Géographie du Ghana
Ouvert sur le golfe de Guinée, le Ghana se trouve au centre de la côte occidentale de l’Afrique. Son point le plus méridional, le Cap des Trois-Pointes, est situé à 4° 30' de latitude nord. De là, le pays s’étend vers le nord jusqu’au 11e parallèle, sur environ 670 km pour 560 km à son point le plus large.

## Géographie physique

### Topographie
Le relief du Ghana consiste principalement en plaines basses. La moitié du pays se situe en dessous de 152 mètres d’altitude. Les 537 km de côte sont bordés de sable et parsemés de nombreux cours d’eau dont la plupart ne sont navigables qu’en pirogue. Une ceinture de forêt tropicale, coupée par des collines et des cours d’eau, s’étire vers le nord, le long de la frontière ivoirienne. Cette région, nommée Ashanti, produit la plus grande partie du cacao, du bois et des minerais du pays. Au nord de cette ceinture, la forêt laisse la place aux buissons, à la savane et aux plaines herbeuses.

### Hydrographie

#### Lacs et cours d’eau
Le Ghana est traversé par de nombreux cours d’eau auxquels viennent s’ajouter des lagons côtiers, l’immense lac Volta (plus grand lac artificiel du monde) et le lac Bosumtwi, au sud de Kumasi, qui ne s’écoule pas vers la mer. Les cours d’eau sont nettement plus denses au sud et au sud-ouest, plus humides. Au nord, où l’accès à l’eau est plus difficile, il est fréquent que des rivières tarissent pendant la saison sèche.
La principale ligne de partage des eaux part du sud-ouest de la chaîne Akwapim-Togo, se dirige au nord-est à travers le plateau de Kwahu puis s’oriente à l’ouest vers la côte ivoirienne. La plupart des cours d’eau situés au nord de cette ligne font partie du bassin versant du Volta. D’une longueur de 1 600 km et drainant une surface de 388 000 km2, dont 158 000 km2 au Ghana, le Volta et ses affluents drainent plus des deux tiers du pays.
Au sud de la ligne de partage, les cours d’eau sont plus petits et moins interdépendants. Les principaux sont le Pra, le Tano, l’Ankobra, le Birim et le Densu. À l’exception des rivières qui se jettent dans des lacs ou qui tarissent à la saison sèche, tous les principaux cours d’eau du pays aboutissent dans le golfe de Guinée, directement ou comme affluent d’un fleuve.

### Climat
Le climat du Ghana est chaud et humide avec très peu de variations de températures (entre 26 et 29 °C sur l’année). Les principaux facteurs climatiques sont les rencontres des masses d’air continental sec avec les masses chargées d’humidité provenant de l’océan.
Durant l’été, les masses d’air chaud et humide gonflent et remontent vers le nord, poussées par la zone de convergence intertropicale. Les vents de sud-ouest s’installent et les précipitations sont fréquentes. En hiver, les masses d’air sec remplacent l’air humide et l’harmattan se lève.
Les conditions climatiques sont loin d’être uniformes d’un point à l’autre du pays. Le plateau du Kwahu, qui marque la limite nord de la zone forestière, constitue une importante barrière climatique. Au nord, on compte deux saisons distinctes: une saison sèche et relativement fraîche de novembre à mars, pendant laquelle souffle l’harmattan, et une saison humide qui atteint un pic en août – septembre. Au sud et sud-ouest du plateau du Kwahu, on compte quatre saisons distinctes. Les mois d’avril à juin sont marqués par de fortes précipitations. Après une courte accalmie en août, une seconde saison humide commence en septembre jusqu’en novembre, puis l’harmattan s’installe pour la saison sèche qui suit.
Les plus fortes précipitations ont lieu dans la région d’Axim au sud-ouest du pays. Plus au nord, Kumasi reçoit une moyenne de 1 400 mm de pluie tandis que Tamale, dans la savane, reçoit environ 1 000 mm de pluie par année. La région allant de Takoradi vers les plaines d’Accra, incluant la Basse-Volta, ne touche quant à elle que 750 à 1 000 mm de précipitations annuelles.

## Environnement
La sécheresse qui sévit au nord a des effets négatifs importants sur l’agriculture. La faune est menacée par le braconnage et la destruction de son habitat.
Traités internationaux sur l’environnement:
- partie à: Convention sur la diversité biologique, changements climatiques, désertification, espèces en danger, changement environnementaux, Convention des Nations unies sur le droit de la mer, interdiction des essais nucléaires, protection de la couche d’ozone, pollution maritime, bois tropical 83, bois tropical 94, zones humides;
- signé, mais non ratifié: préservation de la vie marine.